# Regime hidrológico
Regime Hidrológico é o conjunto de variações do estado e das características de uma massa de água que se repetem regularmente no tempo e no espaço, alternando as cheias e as vazantes.
Todos os rios brasileiros, com exceção do Amazonas, possuem regime pluvial. Uma pequena quantidade de água do rio Amazonas provém do derretimento de neve na cordilheira dos Andes, caracterizando um regime misto (nival e pluvial).
Todos os rios são exorréicos. Mesmo os que correm para o interior têm como destino final o oceano, como o Tietê, afluente do rio Paraná, que por sua vez desagua no mar (estuário do Prata).
Há os rios temporários apenas no Sertão nordestino, onde o clima é semiárido. No restante do país os rios são perenes.
Com exceção do rio Amazonas, que possui foz mista (delta e estuário),e do rio Parnaíba, que possui foz em delta, todos os rios brasileiros que desaguam livremente no oceano formam estuários.

## Fluvial
A variação do volume de água dos rios durante o ano recebe o nome de regime fluvial. Esta variação está relacionada à origem de suas águas que:
- se suas enchentes e vazantes são consequências das águas das chuvas, dizemos que ele é determinado pelo regime pluvial;
- se o volume de água varia em função do degelo da neve nas montanhas, o seu regime é nival.

Algumas vezes podemos ter um regime misto, em que os rios têm seu volume de água aumentado pela ação das chuvas e da neve derretida, como é o caso do rio Amazonas.
Existem outros fatores que interferem no comportamento de um rio, como o relevo, a existência ou não de cobertura vegetal ao longo de sua bacia hidrográfica e a natureza do solo. Terrenos com relevo acidentado, com fortes declives e solos pouco permeáveis influem para que o regime dos rios seja irregular, com violentas cheias e grandes vazantes.
Embora este efeito também pode ser devido à evaporação da água no verão.

## Nival
Os Rios de Regimes nivais são aqueles que predominantemente são abastecidos pelo degelo de regiões que possuem grande quantidade de neve ou mesmo gelo, eles podem também ser chamados Térmicos (relacionado também a capacidade de pelo calor a água fundir-se e direcionar-se ao corpo hídrico) Regime fluvial

## Glacial
O regime hidrológico glacial é um fenômeno que ocorre em áreas de alta montanha, onde geleiras desempenham um papel significativo no suprimento de água para rios e bacias hidrográficas. Esse regime é uma manifestação peculiar da hidrologia, influenciada principalmente pelo derretimento sazonal das geleiras devido às variações de temperatura ao longo do ano.
Durante o inverno, quando as temperaturas nas altas montanhas são muito baixas, a formação de novas camadas de gelo nas geleiras é predominante, e o derretimento é mínimo. À medida que a primavera e o verão chegam, as temperaturas aumentam, causando o derretimento significativo das geleiras. Esse derretimento contribui com água para os rios e afluentes que fluem das montanhas para as áreas mais baixas.
O regime hidrológico glacial é particularmente importante em regiões de alta montanha, como os Alpes, os Andes e o Himalaia. As águas provenientes do derretimento das geleiras são essenciais para o abastecimento de água, agricultura e produção de energia nessas regiões, além de influenciar os ecossistemas aquáticos e terrestres.
No entanto, devido às mudanças climáticas globais, as geleiras estão diminuindo em muitas partes do mundo, afetando o regime hidrológico glacial. O derretimento das geleiras está ocorrendo mais rapidamente do que a capacidade de recarga, o que tem implicações significativas para o fornecimento de água e a estabilidade dos ecossistemas nas áreas de alta montanha.
Portanto, o estudo do regime hidrológico glacial é fundamental não apenas para entender as complexidades dos sistemas de água em regiões de alta montanha, mas também para abordar os desafios relacionados às mudanças climáticas e ao gerenciamento sustentável dos recursos hídricos nessas áreas sensíveis.